# Laganum putnami
Laganum putnami is een zee-egel uit de familie Laganidae.
De wetenschappelijke naam van de soort werd in 1864 gepubliceerd door Alexander Agassiz.